# Damaged (film, 2024)
Pour les articles homonymes, voir Damaged.
Pour plus de détails, voir Fiche technique et Distribution.
Damaged est un film américano-britannique réalisé par Terry McDonough, sorti en 2024.

## Synopsis
Dan Lawson, détective à Chicago, se rend en Écosse pour rejoindre et faire équipe avec le détective local Boyd, à la suite de la résurgence d'un tueur en série dont les crimes correspondent à une affaire non résolue.

## Fiche technique
- Titre original : Damaged
- Réalisation : Terry McDonough
- Scénario : Paul Aniello, Gianni Capaldi et Koji Steven Sakai
- Musique : Andrea Ridolfi
- Décors : Viviana Panfili
- Costumes : Chiara Aversano
- Photographie : Matthias Pötsch
- Montage : Sean Albertson, Luis de la Madrid, Guillermo Lorenzana Torns et Kurt Nishimura
- Production : Paul Aniello et Roman Kopelevich

Producteurs délégués : Matthew Helderman, Phil Hunt, Marcie Sinaiko, Luke Taylor et Roman Viaris-de-Lesegno
- Sociétés de production : Red Sea Media, BondIt Media Capital et Stream Digi
- Société de distribution : Lionsgate
- Pays de production :  États-Unis /  Royaume-Uni
- Langue originale : anglais
- Format : couleur
- Genre : thriller, action
- Dates de sortie : 
  - États-Unis : 12 avril 2024[1]
  - France : 6 juin 2024 (sur Prime Video)

## Distribution
- Samuel L. Jackson (VF : Thierry Desroses) : Dan Lawson
- Vincent Cassel (VF : lui-même) : Walker Bravo
- Gianni Capaldi (en) (VF : Jérôme Pauwels) : Glen Boyd
- Kate Dickie (VF : Anne Dolan) : Laura Kessler
- John Hannah (VF : Sacha Petronijevic) : Colin McGregor
- Laura Haddock (VF : Angèle Humeau) : Marie Boyd
- Brian McCardie (en) (VF : Loïc Houdré) : Avery Thompson
- Elaine C. Smith (en) : Elizabeth Walsh

 Source et légende : version française (VF) sur RS Doublage et carton du doublage français.

## Production

### Genèse et développement
En mars 2023, Deadline.com annonce que Terry McDonough réalise le thriller d'action Damaged, sur un détective de Chicago qui se rend en Écosse pour enquêter sur les crimes d'un tueur en série.
Le site Deadline annonce alors que le film est produit par Red Sea Media (Paul Aniello et Roman Kopelevich), BondIt Media Capital et la société écossaise de streaming sportif Stream Digital.

### Attribution des rôles
En mars 2023, en même temps qu'il annonce le film, Deadline.com précise que les rôles principaux sont dévolus à Samuel L. Jackson et Vincent Cassel, et que les rôles secondaires sont interprétés par Gianni Capaldi, Kate Dickie et John Hannah.

### Tournage
En mars 2023, Deadline.com précise que le tournage est en cours en Écosse.
Le 17 mai 2023, le site Collider annonce que le tournage est terminé.